# Locomotiva prussiana S 10
Le locomotive prussiane S 10 erano locomotive a vapore con tender per treni viaggiatori, di rodiggio 2-3-0, a vapore surriscaldato, a 4 cilindri e semplice espansione di costruzione tedesca.

## Storia

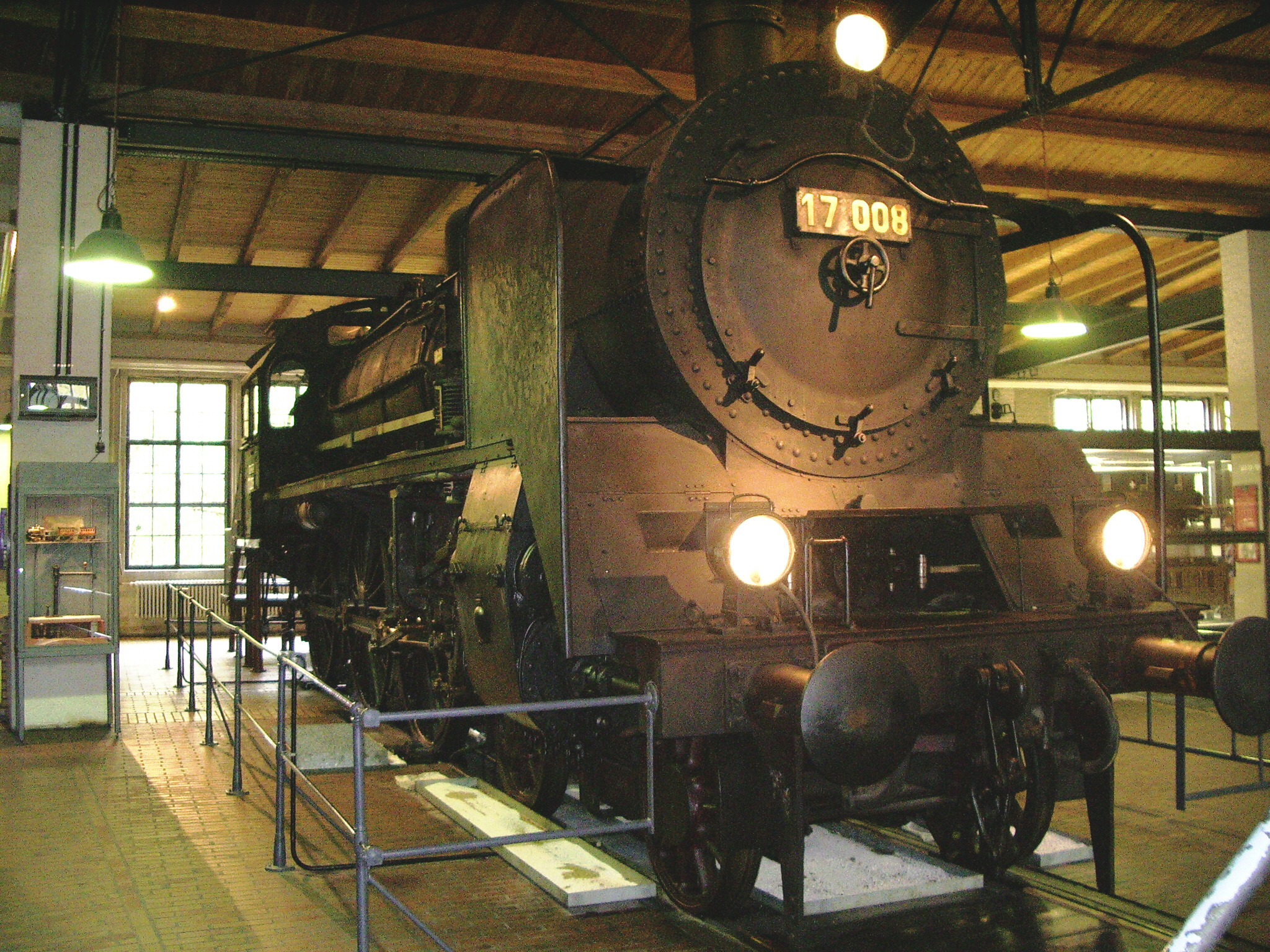
Locomotiva S 10 prima serie

Le locomotive S 10 vennero concepite come evoluzione delle locomotive P 8 per l'effettuazione di treni passeggeri veloci e a grande composizione. Il primo esemplare, costruito dalla Vulcan di Stettino nel 1910 venne esposto all'Esposizione Internazionale di Torino del 1911. 
Vennero ordinate 202 locomotive del tipo S 10 e costruite tra 1910 e 1914 dalla Schwartzkopff.
Sebbene la produzione delle S 10 fosse già iniziata la Henschel ricevette un ordinativo per la costruzione di una locomotiva compound in grado di limitare il consumo di carbone delle locomotive. La locomotiva fu classificata come S 10.1 anche se non si trattava di una semplice modifica alla S 10 ma di un progetto essenzialmente nuovo nel motore e nella trasmissione; il quattro cilindri compound aveva la tipologia ideata da Alfred de Glehn cioè con i cilindri esterni che azionavano il secondo asse e quelli interni il primo. Il motore risultava più grande e potente rispetto a quello della S 10 e realmente più economico nei consumi. Tra il 1911 e il 1914 furono costruite 135 locomotive di tale tipo per le ferrovie della Prussia e 17 per quelle di Alsazia-Lorena. 

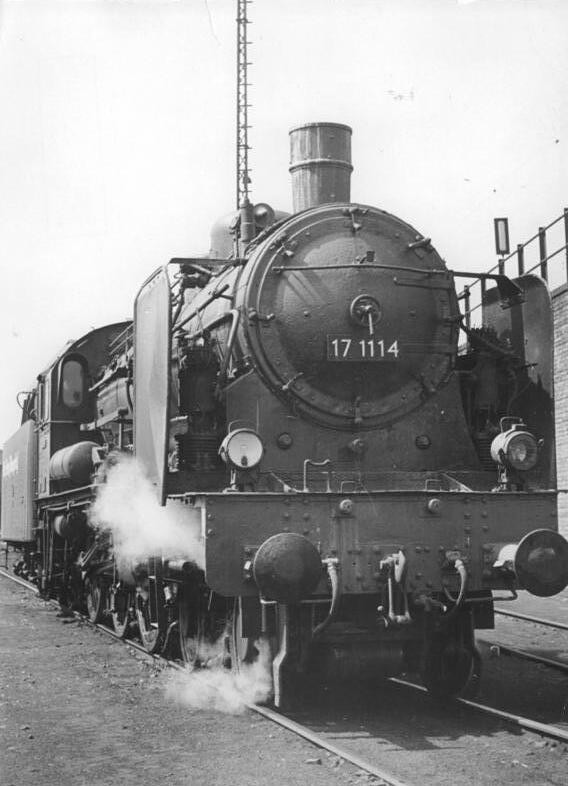
Locomotiva S 10.1 (serie del 1911)

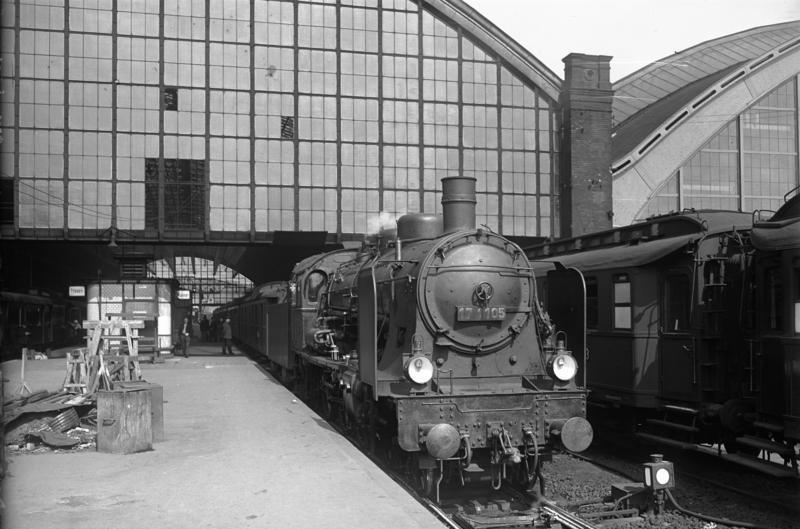
Una S 10 in partenza dalla stazione di Berlino nel 1928

Anche questa serie di locomotive (variante S 10.1 del 1911) manifestò una serie di problemi che richiesero modifiche; uno di questi era la mancanza del preriscaldatore d'acqua per ragioni di contenimento del peso della macchina ma successivamente si dovette installarlo. Altri problemi erano, la difficoltà di accesso agli organi motori interni al telaio, e l'eccessiva lunghezza della conduttura di vapore tra i cilindri ad alta e a bassa pressione per cui fu necessaria un ulteriore riprogettazione della macchina adottando una nuova configurazione del motore compound secondo la tipologia di August von Borries; questa costituì la variante del 1914. Venne modificata la caldaia con surriscaldatore maggiorato e forno e griglia differenti. In seguito alla differente disposizione dei cilindri il piano di passaggio venne rialzato conferendo alla macchina un aspetto differente e più moderno. Il peso per asse tuttavia venne mantenuto inalterato. Nonostante le notevoli differenze la locomotiva mantenne ancora la classificazione di gruppo S 10.1. Tali locomotive furono le più potenti macchine per treni viaggiatori delle ferrovie prussiane. Nel 1914 una locomotiva raggiunse la velocità di 152 km/h trainando tre carrozze su un circuito di prova.
La Stettiner Maschinenbau AG Vulcan costruì una serie di "S 10" a tre cilindri che vennero classificate come S 10.2 in quanto essenzialmente uguali, eccetto che nella motorizzazione. La serie costruita per le ferrovie della Prussia fu in totale di 124 locomotive a partire dal 1914. La macchina era superiore alla S 10 ma non alla S 10.1.
In seguito alla sconfitta della Germania nella prima guerra mondiale anche le S 10 furono incluse nelle forniture di riparazione danni bellici alle potenze alleate vincitrici.
Della prima serie "S 10" un unico esemplare fu assegnato all'Italia in conto riparazioni e venne immatricolato come 676.001 presso le Ferrovie dello Stato italiane. Della seconda serie "S 10.1" (compound) tre locomotive vennero alienate per le riparazioni belliche. 
Della serie S 10.2 furono consegnate alle ferrovie delle nazioni alleate 28 unità di cui una anche all'Italia, immatricolata come FS 677.001.
Nel 1923 la Deutsche Reichsbahn immatricolò 135 locomotive S 10 come DR 17 001–135 che però vennero accantonate nel 1935 a causa dei loro elevati consumi di carbone. Solo le unità 17 039, 102 e 107) sopravvissero alla seconda guerra mondiale, quali locomotive di manovra, fino al 1954.
Delle "S 10.1" la DR inserì le 132 unità rimaste ancora nel gruppo DR 17 ma con la numerazione, 1001–1123 e 1145–1153.
La Deutsche Bundesbahn nel dopoguerra accantonò le restanti S 10.1 nel 1952. La Deutsche Reichsbahn della Germania orientale accantonò le sue ultime nel 1963.
Della serie modificata nel 1914 77 locomotive S 10.1 furono inquadrate nel gruppo DR 17 ai numeri 1124–1144 e 1154–1209. L'ultima di esse, tra quelle assegnate alle ferrovie statali della Germania Est, fu accantonata nel 1964. 
La Deutsche Reichsbahn incorporò le 96 locomotive rimaste in territorio tedesco nel gruppo DR 17 con numerazione progressiva 201–296. Di esse 88 sopravvissero alla seconda guerra mondiale passando poi nel parco di Deutsche Bundesbahn che le accantonò entro il 1948.

## Caratteristiche
La locomotiva prussiana S 10 era una macchina a vapore surriscaldato con motore a quattro cilindri disposti in linea e semplice espansione; la coppia motrice era applicata al primo asse per mezzo di una biella motrice e da questo trasmessa, mediante una biella di accoppiamento a tutti e tre gli assi motori. La distribuzione era del tipo Walschaerts; data la disposizione in linea dei cilindri il meccanismo di distribuzione era piuttosto complesso perché articolato e divenne a volte fonte di inconvenienti.
La caldaia era tarata a 14 bar di pressione ed aveva una produzione oraria di vapore di 8.400 kg ad una temperatura di 370 gradi centigradi in virtù dell'efficienza del surriscaldatore di tipo Schmidt; per un migliore rendimento globale era montato anche un sistema di preriscaldamento dell'acqua. La locomotiva era in grado di sviluppare la potenza effettiva al cerchione di 1.500 CV. Dotata di ruote motrici di grande diametro 1.980 mm poteva raggiungere la velocità di 110 km/h. Per migliorare l'inscrizione in curva, dato il notevole passo rigido di 4.700 mm, il bordino dell'asse motore centrale era ridotto.
Alla locomotiva era agganciato un tender a carrelli di tipo 2'2'T 31,5.
Il gruppo S 10 fu oggetto di profonde modifiche e diede luogo nel 1911 alla serie S 10.1 a 4 cilindri a doppia espansione (sistema De Glehn), nel 1914 alla serie modificata, sempre a doppia espansione ma di impostazione differente (sistema Von Borries) e infine, ancora nel 1914 alla serie S 10.2 a tre cilindri gemelli.
Le differenze riguardarono essenzialmente il motore, la caldaia nel suo complesso e il forno e la trasmissione.